# Циклотрон
Циклотро́н (от цикл + электрон) — резонансный циклический ускоритель нерелятивистских тяжёлых заряженных частиц (протонов, ионов), в котором частицы движутся в постоянном и однородном магнитном поле, а для их ускорения используется высокочастотное электрическое поле неизменной частоты.

## Принцип действия
В циклотроне тяжёлые ускоряемые частицы (протоны, ионы) впускаются в вакуумную камеру вблизи её центра.
После этого они движутся внутри полости двух чуть раздвинутых полуцилиндров (дуантов), помещённых между полюсами сильного электромагнита. Однородное магнитное поле этого электромагнита искривляет траекторию частиц. Ускорение движущихся частиц происходит в тот момент, когда они оказываются в зазоре между дуантами — в этом месте на них действует электрическое поле, создаваемое генератором высокой частоты, которая совпадает с частотой обращения частиц внутри циклотрона (циклотронной частотой), или кратна ей. При не слишком больших (нерелятивистских) скоростях эта частота не зависит от энергии частиц:
{\displaystyle \omega _{c}={\frac {eH}{mc}}} (в системе СГС),
так что в зазор между дуантами частицы попадают на каждом следующем обороте через один и тот же промежуток времени, оставаясь в ускоряющей фазе волны электрического поля. Получая каждый раз при этом некоторое приращение скорости, они продолжают своё движение дальше по окружности всё большего радиуса, так что их траектория выглядит как плоская раскручивающаяся спираль. На последнем витке этой спирали включается дополнительное отклоняющее поле, и пучок ускоренных частиц выводится наружу. Поскольку задающее орбиту пучка магнитное поле неизменно, и ускоряющее высокочастотное электрическое поле в процессе ускорения также не меняет параметров, циклотрон может работать в квази-непрерывном режиме: все витки спирали заполнены сгустками частиц.

### Фокусировка пучка
В горизонтальной плоскости частицы автоматически фокусируются в однородном магнитном поле. В вертикальном направлении фокусировка происходит за счёт неоднородности электрического поля в ускоряющем зазоре. Действительно, если частица смещена по вертикали из медианной плоскости, то на входе в ускоряющий зазор она испытает толчок в сторону медианной плоскости вертикальной компонентой краевого электрического поля. На выходе толчок будет обратного знака, но меньшей силы, за счёт конечного смещения частицы. На внешнем радиусе циклотрона, где магнитное поле спадает, происходит дополнительная фокусировка по обеим координатам за счёт линейного градиента поля.

## Модификации циклотрона
Недостатком циклотрона является то, что заряженные частицы в нём не могут быть ускорены до больших энергий, так как для релятивистской частицы частота обращения начинает зависеть от энергии:
{\displaystyle \omega _{c}={\frac {eH}{mc}}{\frac {1}{\gamma }}}.
С нарушением условия синхронизма частицы приходят в ускоряющий зазор не в правильной фазе и перестают ускоряться. Таким образом, циклотрон существенно ограничен нерелятивистскими энергиями частиц, в обычных циклотронах протоны можно ускорять до 20—25 МэВ.
Для ускорения тяжёлых частиц до существенно больших значений энергии (до 1000 МэВ) используют модифицированную установку — изохронный циклотрон. В изохронных циклотронах для сохранения неизменной частоты обращения создаётся неоднородное, нарастающее по радиусу магнитное поле. Другая модификация циклотрона — синхроциклотрон (фазотрон), в котором частота ускоряющего электрического поля не остаётся постоянной, а уменьшается синхронно с частотой обращения частиц. Однако понятно, что в отличие от классического циклотрона, который может работать в непрерывном режиме, синхроциклотрон может ускорять пучок только импульсно. Наконец, самый дальний родственник циклотрона — ускоритель FFAG (Fixed Field Alternate Gradient accelerator). В таком ускорителе магнитное поле не имеет азимутальной симметрии, но в процессе ускорения пучка остаётся постоянным, а частота ускоряющего электрического поля — меняется. Таким образом, семейство ускорителей, происходящих от циклотрона, выглядит так:
| Магнитное поле     | Частота ускоряющего поля                  | Частота ускоряющего поля              |
| Магнитное поле     | Фиксированная частота (непрерывный пучок) | Изменяемая частота (импульсный пучок) |
| ------------------ | ----------------------------------------- | ------------------------------------- |
| Однородное поле    | циклотрон                                 | синхроциклотрон                       |
| Периодическое поле | изохронный циклотрон                      | FFAG                                  |

## Некоторые циклотроны
Первый циклотрон был создан в 1930 году американскими физиками Э. Лоуренсом и С. Ливингстоном. Это был маленький ускоритель 4-дюймового диаметра (около 10 см) на энергию 80 кэВ, для проверки принципов резонансного ускорения. В 1931—32 году была создана более серьёзная машина, диаметр циклотрона составил 25 см («11-дюймовый циклотрон»); достигнутая кинетическая энергия протонов в их экспериментах составила 1,2 МэВ.
В 1932 году этими же учёными была создана ещё более крупная машина, размером 69 см (27 дюймов), на энергию протонов 5 МэВ. Эта установка активно использовалась в экспериментах по исследованию ядерных реакций и искусственной радиоактивности.
Строительство первого в Европе циклотрона (циклотрон Радиевого института) проходило в Радиевом институте (Ленинград) в период 1932—1937 гг. Начинали работу над проектом учёные Г. А. Гамов (в дальнейшем эмигрировавший в США) и Л. В. Мысовский, в дальнейшем участвовали и другие сотрудники физического отдела института под руководством В. Г. Хлопина. Работы вели Г. А. Гамов, И. В. Курчатов и Л. В. Мысовский, установка создана и запущена в 1937 году.
Крупнейший в мире циклотрон — циклотрон лаборатории TRIUMF в Университете Британской Колумбии, в Ванкувере (Канада). Магнит этого циклотрона, ускоряющего ионы H− до энергии 500 МэВ, весит 4000 тонн и создаёт поле с индукцией 4,6 кГс. Ускоряющее электрическое ВЧ-поле имеет частоту 23 МГц и амплитуду напряжения 96 кВ; выпускаемый ток составляет 300 мкА. Выпуск осуществляется с помощью обдирки электронов при прохождении через графитовую фольгу.